# Комбікорм

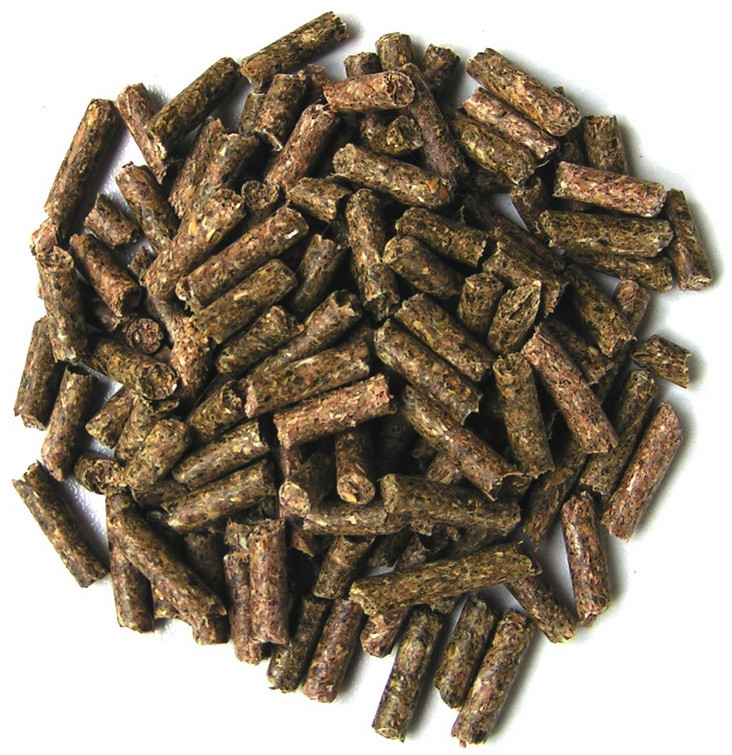
Гранульований комбікорм

Комбінований корм (Комбікорм) — це однорідна суміш очищених, змелених і спеціально підготовлених кормів і кормових джерел. Комбікорм виготовляють за науково обґрунтованими рецептами, які призначені для згодовування окремим видам, виробничим і статевим групам тварин. При цьому комбікорм забезпечує максимальну конверсію поживних речовин у якісну продукцію тваринництва. Наприклад, комбікорми для свиней бувають: передстартерний для поросят, стартерний для поросят, гроверний, для свиней на відгодівлі, для супоросних свиноматок, для підсисних свиноматок, білково-мінеральні вітамінні добавки (БМВД) для поросят 10–30 кг, БМВД для свиней 30–60 кг, БМВД для свиней від 60 кг.
За даними Всесвітнього дослідження кормів Alltech у 2018 році було виготовлено 1,103 млрд тонн кормів. 7 найбільших країн у загальному виробництві комбікормів — це Китай, США, Бразилія, Росія, Індія, Мексика та Іспанія.

## Історія
Ніхто не знає, коли розвивалися системи годівлі тварин, бо це сталося до появи письменницьких робіт. Тваринництво розвивалося стихійно приблизно 12 000 років тому в кількох районах так званого «родючого півмісяця», древнього району ранньої людської цивілізації, що простягався між Месопотамією, Ассирією і до Єгипту. Можливість створити стабільний запас їжі для тварин призвела до зростання населення, розвитку житлових районів, виникнення міст. Це було можливим завдяки прирученню диких культур і худоби, а також запровадження зрошення та плуга. Зі зростанням людської популяції, а також із технологічними й інноваційними змінами, рослинництво й тваринництво ставали більш організованими, ефективними та продуктивними. Зокрема систематичні підходи щодо кращого годування тварин розроблялися в XIX сторіччі. Так, у 1810 р. німецький вчений Альбрехт Теєр розробив перші стандарти кормів, порівнявши потенційні корми з луговим сіном. Приблизно через 50 років експериментальна станція Венде в Німеччині (а точніше, Вільгельм Генеберг і Фрідріх Штоман) розробила систему наближеного аналізу кормів. Ці німецькі вчені запровадили відтворювані та математичні засоби для оцінки харчової цінності на основі хімічного аналізу кормів. У 1864 р. доктор Е. Вольф проклав шлях до перших стандартів кормів на основі засвоюваних поживних речовин. Ці норми годівлі були адаптовані К. Леманом у 1897 р. й опубліковані роком пізніше В. А. Генрі у першому виданні його книги «Корми й годівля». Ці стандарти були додатково модифіковані у виданні «Корми й годівля» 1915 р. Генрі й Моррісона, щоб виразити потреби тварин і склад кормів з точки зору засвоюваного білка та загальних засвоюваних поживних речовин (англ. total digestible nutrients). З 20-х по 40-ті роки опубліковувались значні відомості про потреби в мінералах та вітамінах різних видів тварин, але жоден з них не враховувався у стандартах годівлі до 1942 року, коли Л. А. Мейнард направив Комітет з питань харчування тварин Національної дослідницької ради в США формувати підкомітети для підготовки таблиць потреб у поживних речовинах для сільськогосподарських та лабораторних тварин. Вперше вони були опубліковані в 1944 році, а згодом оновлювалися за необхідності.
Гранулювання — давній спосіб перероблення кормів. Уже в 1937 році Паттон та ін. визначили харчову перевагу гранульованих кормів для птиці. Однак були знайдені більш ранні записи, які сягають часів Наполеона, коли коней у його армії годували типом корму, який скупчували за допомогою пристрою на зразок експелера. З постійним збільшенням використання гранульованих кормів, все частіше використовувались попередні обробки для кондиціонування корму для підвищення його гранульованості. Ранні методи кондиціонування могли застосовувати лише воду. Зараз використовують пар та інші рідини, такі як меляса. Виробництво кормів для тварин є галуззю з великими капіталовкладеннями. Звідси й постійний потік дослідницьких робіт спрямованих на підвищення ефективності всіх аспектів галузі, зокрема чинників, які мають вплив на твердість і довговічність гранул. З основних чинників слід навести такі: великий вміст кукурудзи й/або жиру роблять гранулу крихкою; великий вміст білків і/або мінералів сприяють міцності гранули; зміцнює гранулу й додавання меляси; загалом пшениця й висівки сприяють міцності.

## Інгредієнти
Промисловість виготовляє комбікорми чотирьох видів: повнораціонні, комбікорми-концентрати, комбікорми-добавки та премікси.
Комбікорм повинен містити потрібний для тварини вміст білків, жирів, вуглеводів, різних мінералів, а також вітамінів і амінокислот. Промислово виготовлений корм для тварин складається в основному зі злаків: кукурудзи, сої, сорго, вівса, ячменю тощо. Домішками є вітаміни, мінерали, хімічні консерванти, пробіотики/пребіотики тощо.